# Casa senyorial dels Ruiz de Castelblanque
La Casa Senyorial dels Ruiz de Castellblanque és un edifici residencial fortificat que es troba a la plaça de l'Ajuntament del municipi de Torre Baixa, a la comarca del Racó d'Ademús (província de València). Aquesta edificació està registrada com bé d'interès cultural amb codi 46.09.242-008.